# Triedre
Un triedre és l'angle políedre format per tres semirectes o arestes. Pot tenir un, dos o tres angles rectes, en aquest cas es diu angle triedre rectangle, birrectangle o trirrectangle, respectivament. Triedre o angle triedre és un angle polièdric de tres cares. Té també tres diedres.
Les cares i els diedres d'un triedre compleixen les següents propietats:
Cada cara és menor que la suma de les altres dues.
La suma de les tres cares és menor que 360°.
La suma dels tres diedres és més gran que 180 º i menor que 540 º.
La intersecció d'un triedre amb una superfície esfèrica amb el centre en el seu vèrtex és un triangle esfèric:
Els costats del triangle, a, b, c, són arcs de circumferència màxima les mesures coincideixen amb les de les respectives cares del triedre. L'angle del triangle són els corresponents diedres del triedre.
Un triedre trirrectangle és el que té els tres diedres rectes, és a dir, el que està format per tres plans perpendiculars entre si. Les seves arestes són tres semirectes perpendiculars entre si i, per tant, les seves cares són també angles rectes. El corresponent triangle esfèric té els tres costats i els tres angles de 90°.